# Église Saint-Lambert de Manderfeld
Pour les articles homonymes, voir Église Saint-Lambert.
L'église Saint-Lambert est un édifice religieux catholique du Moyen Âge, sis à Manderfeld, commune de  Bullange, dans la province de Liège en Belgique.

## Historique
L'église est construite au début du XVIe siècle (ca. 1520) sur les bases d'un bâtiment préexistant (reprise de la tour romane des XIe ou XIIe siècles) sous l'impulsion probable de Richard von Greiffenclau (en), prince électeur de Trèves, dont les armoiries ont visibles sur un coin extérieur de la tour. Diverses campagnes de restauration semblent avoir eu lieu en 1656, 1780 et 1820.
L'église est protégée au titre des biens classés de Wallonie en 1990, protection renforcée en 2014 par l'ajout d'une zone de protection.

## Architecture
L'ensemble est bâti en moellons, agrémenté d'éléments en grès rouge. La tour romane est surmontée d'une flèche octogonale couverte d'ardoise. Dans un style gothique, les fenêtres sont à arc brisés. Le chœur est enserré entre deux sacristies, dont l'une est datée de 1656.
À l'extérieur et également protégé au titre des biens classés sous la même référence, se trouve le Chemin de croix de Manderfeld.

## Galerie

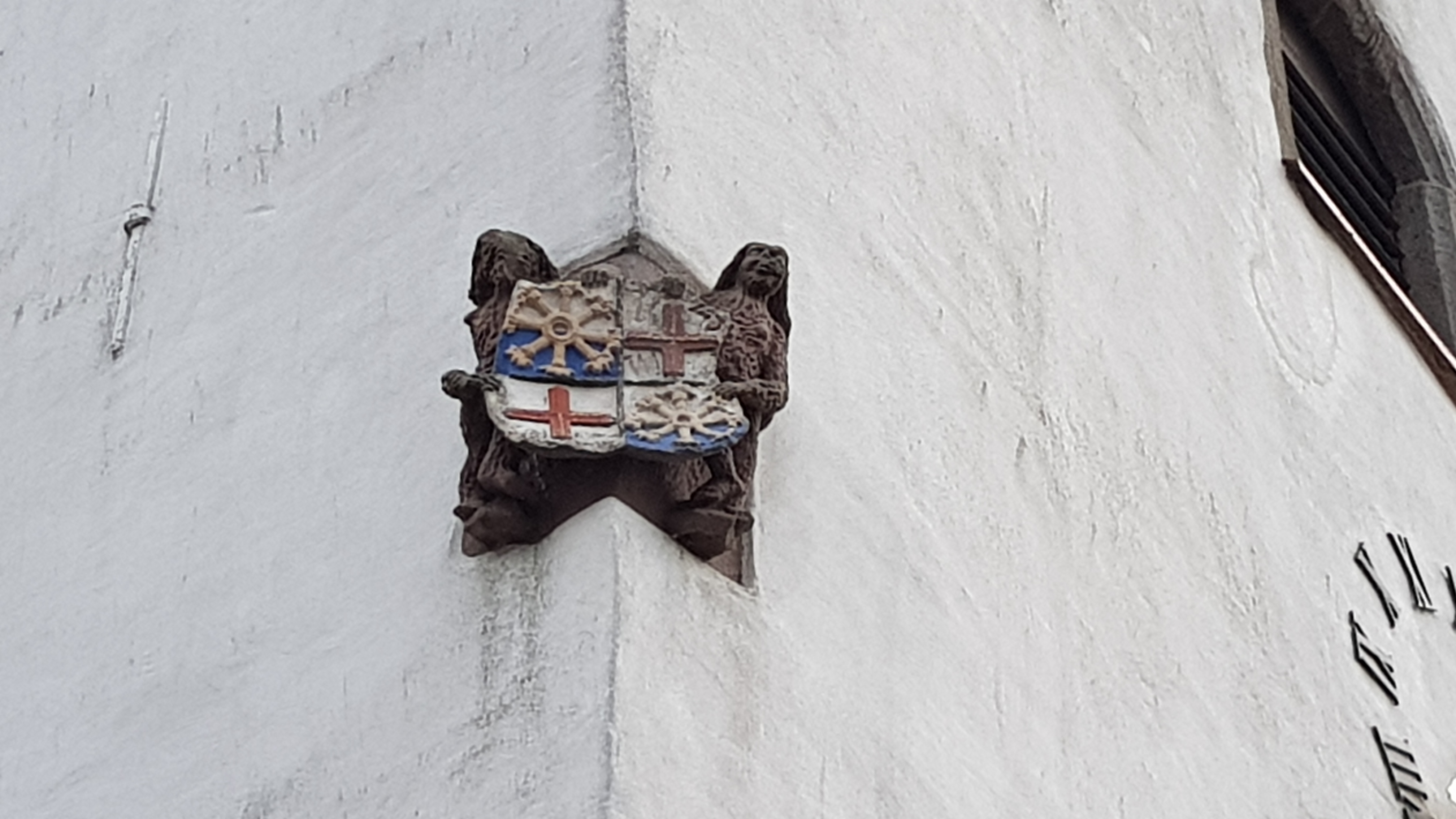
Armoiries à l'angle de la tour
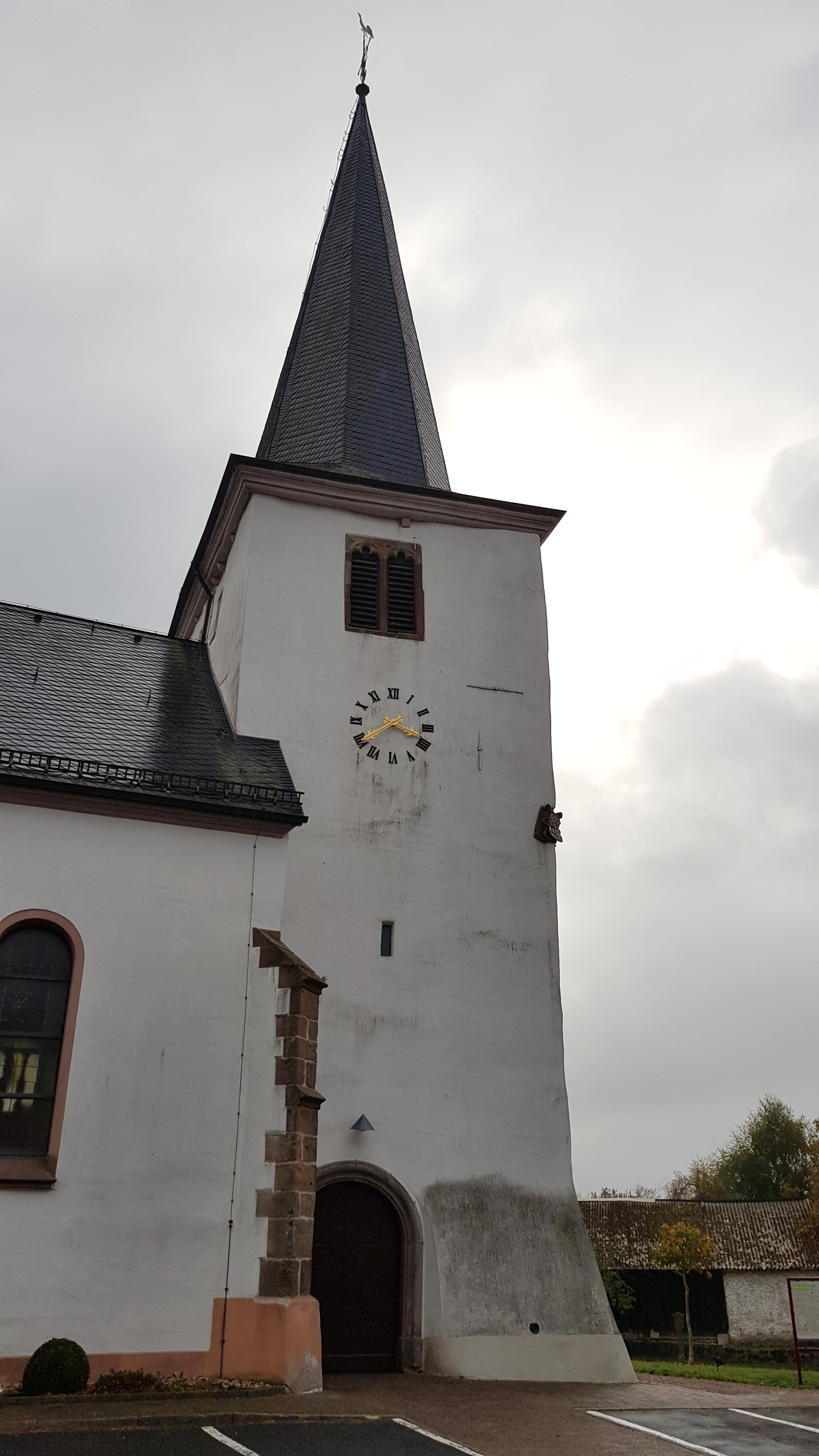
Tour
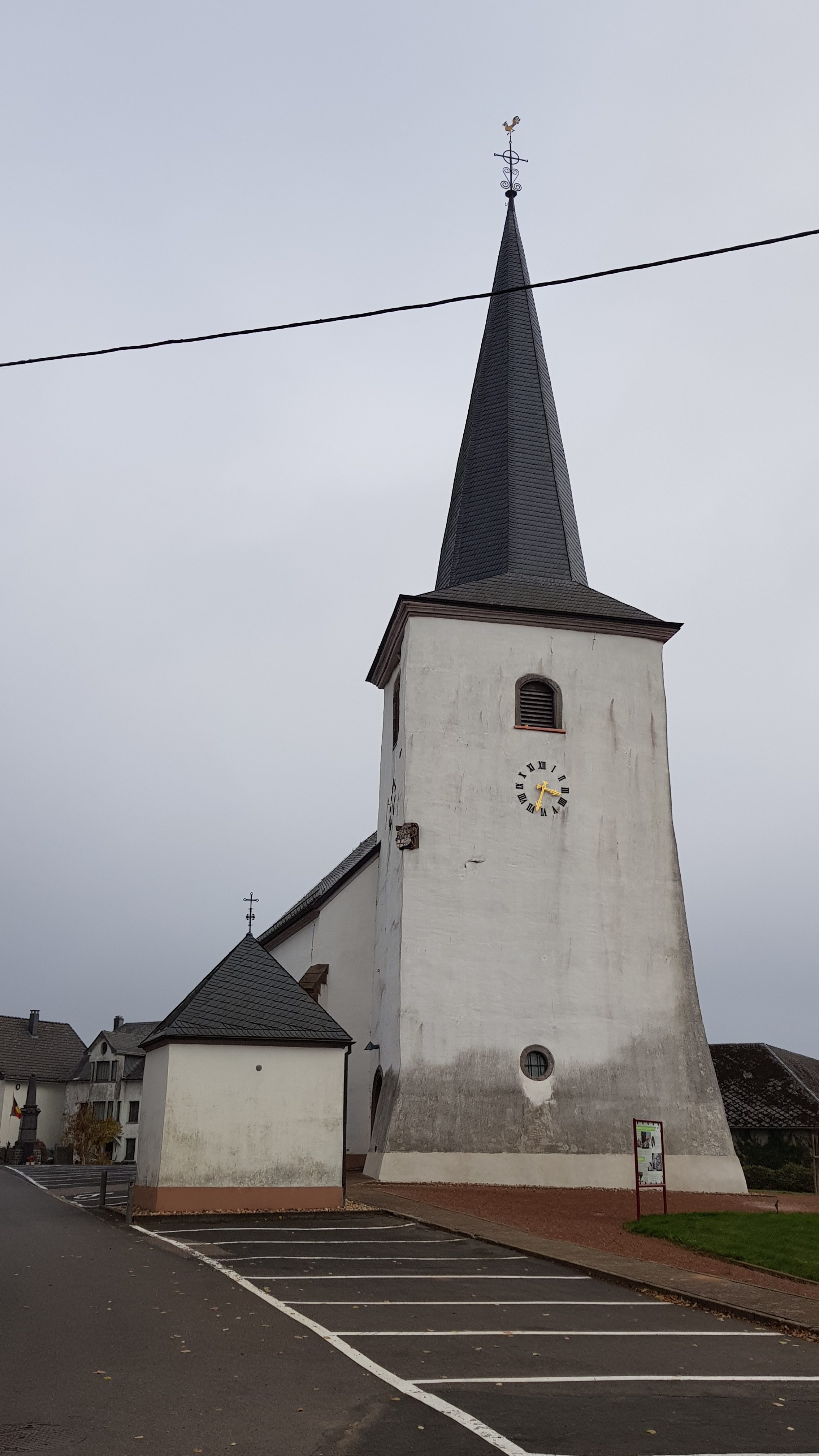